# Bachor
Bachor – osada w Polsce położona w województwie kujawsko-pomorskim, w powiecie brodnickim, w gminie Górzno.
W latach 1975–1998 miejscowość administracyjnie należała do województwa toruńskiego.
W Bachorzu znajduje się młyn piętrzący wodę na wysokość 1,0 m, tworzący rozlewisko o szerokości 8,0 m, długość 50 m. Mała elektrownia wodna funkcjonująca w Bachorzu osiąga 15 kW, a spadek rzeki Pissa na docinku Gołkówko – Bachor kształtuje się w granicach 2,60‰, poza Bachorem zwiększa się do 3,95‰ i wzrasta do 6,63‰.

## Historia
Majątek na przełomie XVIII i XIX wieku liczył ponad 100 ha. Najdawniejszymi, udokumentowanymi właścicielami byli Józef i Wincenty Rochonowie, następnie Hennickę, a od 1881 r. E. Hensel. kolejnym właścicielem był handlarz nieruchomości Wolf Schündler. Od 1902 r. młynem i tartakiem władał Carl Westphal z córką Olgą. Postanowienia kongresu wiedeńskiego przewidywały włączenie Bachorzu do Wielkiego Księstwa Poznańskiego z szerszą autonomią i większymi swobodami narodowymi, stało się jednak inaczej i znalazły się ponownie w Imperium Rosyjskim. Bachor stał się wsią graniczną. 

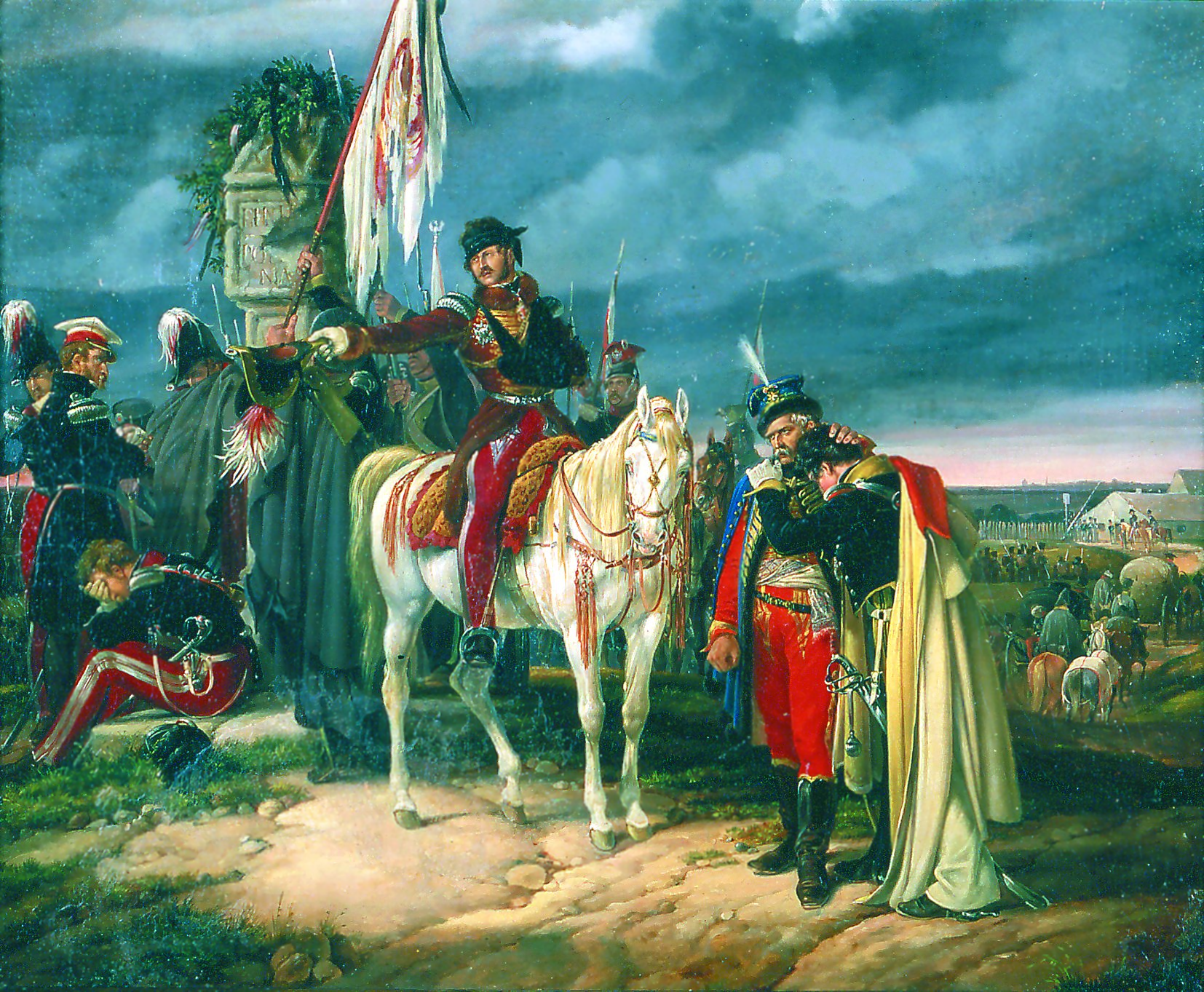
Finis Poloniae 1831, obraz Dietricha Montena, przedstawiający przekroczenie granicy z Prusami przez oddziały powstańcze

Niespełna miesiąc po oddaniu Warszawy pod Brodnicą rozegrał się ostatni akt powstania listopadowego. 5 października 1831 roku oddziały powstańcze pod dowództwem ostatniego wodza naczelnego powstania gen. dyw. Macieja Rybińskiego odbywszy naradę wojenną na plebanii w Świedziebni, przekroczyły granicę Królestwa Polskiego i Prus właśnie w Bachorzu gdzie ogłosili kapitulację i złożyli broń. Armia liczyła jeszcze 19.871 ludzi, w tym 9 generałów, 89 oficerów sztabowych i 416 młodszych oficerów. Granicę przejechało 95 armat z zaprzęgami, 5280 koni kawaleryjskich i 2556 koni artyleryjskich. Wraz z armią na emigrację udały się też władze powstańcze z ostatnim prezesem Rządu Narodowego Bonawenturą Niemojowskim, członkowie sejmu i liczni politycy m.in. Joachim Lelewel, oraz znani poeci porucznik Wincenty Pol i Seweryn Goszczyński. Odchodząc na obczyznę świadczyli, że nie zrezygnują z podjętego celu. Po przekroczeniu granicy pruskiej na rzece Pissie żołnierze armii polskiej pod eskortą żandarmów pruskich zostali internowani w obozach na pod brodnickich Wapnach, jazda, artyleria i 4 Pułk Piechoty Liniowej Królestwa Kongresowego nad Drwęcą w okolicach Mszana, a część żołnierzy w zabudowaniach klasztoru franciszkanów w Brodnicy.
Dla uczczenia powstańców 5 października 2010 roku odsłonięto pomnik Powstania Listopadowego w Bachorzu – to płyta pamiątkowa, na której uwieczniono sylwetkę ostatniego wodza naczelnego powstania gen. dyw. Macieja Rybińskiego. 5 października 1831 r. pod jego dowództwem oddziały polskie przekroczyły granicę Królestwa Polskiego i Prus między Górznem a Jastrzębiem i złożyły broń. Obok płyty umieszczono wyrzeźbioną w drewnie Pietę. Jej autorem jest rolnik- artysta, utalentowany mieszkaniec Jastrzębia – Paweł Olender.
Pomysłodawcą i fundatorem pomnika jest Stefan Kiczyński, regionalista, miłośnik historii, autor książki o regionie, działacz PTTK w Brodnicy. Pomysł wzniesienia pomnika w Bachorzu zrealizował z wydatną pomocą Jana Lewandowskiego, starszego Cechu Rzemiosł Różnych w Brodnicy.
Mieszkańcy gminy wspierali Stefana Kiczyńskiego w przygotowaniu świetnej oprawy uroczystości. Dzieci ze szkoły w Świedziebni przygotowały część artystyczną. Zofia Adamska, emerytowana nauczycielka ze Świedziebni przedstawiła historię powstańców, a w ich postacie wcielili się – Tadeusz Baranowski z Gorczenicy oraz Marcin Zdrojewski z Warszawy, którzy stanęli na warcie przy pomniku w strojach z epoki, białą bronią i powstańczymi muszkietami.
Uroczystego odsłonięcia pomnika dokonali starosta Waldemar Gęsicki i Robert Stańko, wójt gminy Górzno. Wśród powstańców przekraczających granice zaborów przed 179 laty było 17 kapelanów wojskowych, na uroczystości odsłonięcia pomnika nie zabrakło więc także duchownych. Marcin Tomasz Kowalski, proboszcz z Grążaw poświęcił pomnik. Pamiątkowy dąb posadzony przy obelisku przez starostę – gospodarza powiatu, będzie upamiętniać dzień odsłonięcia pomnika.